# Elattoneura cellularis
Elattoneura cellularis là một loài chuồn chuồn kim thuộc họ Protoneuridae. Loài này có ở Angola, Botswana, Cộng hòa Congo, Cộng hòa Dân chủ Congo, Malawi, Mozambique, Namibia, Tanzania, Zambia, và Zimbabwe. Môi trường sống tự nhiên của chúng là hồ nước ngọt.